# Vedeldyna
Vedeldyna (Stigmatula astragali) är en svampart som först beskrevs av Wilhelm Gottfried Lasch, och fick sitt nu gällande namn av P.F. Cannon 1996. Vedeldyna ingår i släktet Stigmatula och familjen Phyllachoraceae.  Arten är reproducerande i Sverige. Inga underarter finns listade i Catalogue of Life.